# Danyi Magdolna
Danyi Magdolna (Palics, 1950. november 10. – Palics, 2012. november 10.) költő, irodalomtörténész, egyetemi tanár.

## Élete
Iskoláit Palicson, Szabadkán és Újvidéken végezte, magyar tanárnak tanult. Gimnázium után Tolnai Ottó rögtön odavette az Új Symposionhoz. 1972-től az alapítók (Ladik Katalin, Tolnai Ottó, Domonkos István, Bányai János) politikai okokból nem publikálhattak saját újságjukban, ennek köszönhetően 1974-től már ő volt főszerkesztő öt évig. 1983-tól 1985-ig a Híd szerkesztője volt. Egyetemi tanulmányai után a németországi Bielefeldben tanult két évig ösztöndíjjal. Fordított németből az akkori konkrét költészet nagyjait, például Helmut Hessenbüttelt, de ezek csak folyóiratban láttak napvilágot. 
Verseket is írt. Több tanulmánykötete is megjelent. Költői példaképének Nemes Nagy Ágnest vallotta. Szövegnyelvészként a modern strukturalista költészetet elemezte. 1990-ben az irodalomtudományok doktorává avatták, az Újvidéki Magyar Egyetemről ment nyugdíjba.

## Művei
- Sötéttiszta. Újvidék, 1975 (versek)
- Czóbel Minka. Újvidék, 1980 (monográfia)
- Rigólesen. Újvidék, 1988 (versek)
- Paul Célan nyelvének (metaforikus) főnévi összetételeinek értelmezéséhez. Újvidék, 1988 (tanulmánykötet)
- Pilinszky János költői nyelve, 1990 (tanulmány)
- Palicsi versek. Újvidék, 1996 (versek)
- Értelmezések. Szabadka, 2010 (tanulmányok)
- Enyhület és felröppenés. Összegyűjtött versek; Forum–Életjel, Újvidék–Szabadka, 2013 (Életjel könyvek)

## Elismerései
- Sinkó Ervin-díj, 1973
- Híd-Díj, 1996 (megosztva)
- Üzenet-díj, 1993